# Тумановское сельское поселение (Омская область)
Тумановское се́льское поселе́ние — муниципальное образование в Москаленском районе Омской области Российской Федерации.
Административный центр — село Тумановка.

## История
Статус и границы сельского поселения установлены Законом Омской области от 30 июля 2004 года № 548-ОЗ «О границах и статусе муниципальных образований Омской области».

## Население
| 2010  | 2011  | 2012  | 2013  | 2014  | 2015  | 2016  |
| ----- | ----- | ----- | ----- | ----- | ----- | ----- |
| 1023  | ↘1021 | ↘1020 | ↘1019 | ↘1018 | ↗1023 | ↗1030 |
| 2017  | 2018  | 2019  | 2020  | 2021  | 2023  |       |
| ↘1022 | ↘999  | ↘995  | ↘988  | ↘891  | ↗894  |       |

## Состав сельского поселения
| № | Населённый пункт | Тип населённого пункта       | Население |
| - | ---------------- | ---------------------------- | --------- |
| 1 | Виноградовка     | деревня                      | 130       |
| 2 | Красный Цвет     | деревня                      | ↗162      |
| 3 | Тумановка        | село, административный центр | 731       |

В состав Тумановского сельского поселения входила деревня Ланск, которая была упразднена в 1999 г.